# Bioule

Bioule este o comună în departamentul Tarn-et-Garonne din sudul Franței. În 2009 avea o populație de 1.004 de locuitori.

## Evoluția populației
| An        | 1975 | 1982 | 1990 | 1999 | 2006 | 2009  |
| --------- | ---- | ---- | ---- | ---- | ---- | ----- |
| Populație | 637  | 658  | 674  | 765  | 878  | 1.004 |